# Веселина Вълканова
Веселина Йорданова Вълканова е български графичен дизайнер и типограф, професор във Факултета по журналистика и масова комуникация на Софийския университет „Св. Климент Охридски“. Декан на факултета от 2019 г.

## Биография
Веселина Вълканова завършва Немската езикова гимназия „Бертолт Брехт“ в Пазарджик. Магистър е по журналистика на Софийския университет. От 1988 г. е редовен асистент в Софийския университет. Доктор по журналистика с дисертация на тема „Развитие на графичния дизайн в българския вестник (типографски тенденции)“. Доцент по графичен дизайн от 2002 г. Професор по медиен дизайн и комуникация от 2015 г. Работи в областта на визуалната комуникация, медийния дизайн, дизайна на традиционни и онлайн базирани медии, дизайна на книгите, типографията и шрифта. От 2004 до 2011 г. е заместник-декан на Факултета по журналистика и масова комуникация на Софийския университет, от 2012 г. е ръководител на Катедрата „Пресжурналистика и книгоиздаване“ при ФЖМК. Член на Академичния съвет на Софийския университет. Председател на Редакционния съвет на ФЖМК, член на Управителния съвет на Университетското издателство „Св. Кл. Охридски“. На 10 октомври 2019 г. е избрана за декан на Факултета по журналистика и масова комуникация за мандат 2019 – 2023 година.

## Преподавателска дейност
Преподава във Факултета по журналистика и масова комуникация на Софийския университет, където е доцент от 2002 г., професор от 2015 г. Води курсове по графичен дизайн, визуална комуникация, дизайн на книгата, дизайн на печатните медии на студенти от бакалавърска степен по Журналистика, Връзки с обществеността и книгоиздаване , на студенти от магистърските програми на ФЖМК, научен ръководител на докторанти.

## Публикации
Автор е на 5 книги и десетки статии и студии, посветени на: развитието и тенденциите на графичния дизайн в традиционните медии – книги, вестници, списания; структурните и публикационни трансформации в полето на медиите и тяхното визуално представяне в дигиталната среда; дизайна и композицията на книгата; дизайна и композиционни принципи на списанието; пространствата, елементите и организацията на традиционните, хибридни и онлайн медии; мрежите и модулните системи в дизайна на списания и книги, типографския дизайн на медиите.

## Отличия
За високи академични постижения през 2012 г. ѝ е присъден Почетен нагръден знак „Св. Кл. Охридски“ – I степен.

### Книги
- Медии & уеб дизайн. Култура и функционалност на онлайн комуникацията. София: Университетско издателство „Св. Кл. Охридски“, 2019, 224 стр. ISBN 978-954-07-4740-8
- Дизайн на книгата. Комуникативни и композиционни парадигми на традиционните и модерните типографски стилове. София: Университетско издателство „Св. Кл. Охридски“, 2014, 384 стр. ISBN 978-954-07-3804-8[9][10][11][12][13][14][15]
- Медиен дизайн. Креативност, консистентност и комуникация на модерните списания. София: Университетско издателство „Св. Кл. Охридски“, 2013, 256 стр. ISBN 978-954-07-3431-6[16][17][18][19][20][21]
- Дизайн на вестника. Традиционни, хибридни и онлайн емисии на пресата. София: Софийски университет „Св. Кл. Охридски“ – ФЖМК, 2008, 180 стр. ISBN 978-954-8194-74-7
- Графичен дизайн. Нови оформителски концепции на всекидневника. София: Софийски университет „Св. Кл. Охридски“ – ФЖМК, 2001, 176 стр. ISBN 954-8194-48-1[22][23][24]
второ издание, София: Университетско издателство „Св. Кл. Охридски“, 2007, 176 стр. ISBN 978-954-07-2493-5

### Статии и студии
- Design Models of the Early Postcommunist Bulgarian Press. // Review of Journalism & Mass Communication. 2015, Vol. 3 No. 1. Monticello, NY, ISSN: 2333 – 5742.
- Историческо развитие на българската вестникарска графика. // Годишник на Софийския университет „Св. Климент Охридски“. Факултет по журналистика и масова комуникация. Том 7, 2000, София: Университетско издателство „Св. Климент Охридски“, ISSN 1311 – 4883, с. 263 – 294, 31 стр.
- Баухаус и Новата типография – един световен език. В: Годишник на Софийския университет „Св. Климент Охридски“. Факултет по журналистика и масова комуникация. Том 26, София, 2019: Университетско издателство „Св. Климент Охридски“, ISSN 1311 – 4883, с. 23 – 45.
- Стари & нови медии – трансформации и роли на комуникационния дизайн в онлайн средата. В: Годишник на Софийския университет „Св. Климент Охридски“. Факултет по журналистика и масова комуникация. Том 25, София, 2018: Университетско издателство „Св. Климент Охридски“, ISSN 1311 – 4883, с. 31 – 45.
- Гещалт психология и уеб дизайн – принципи, закони, практики. В: Годишник на Софийския университет „Св. Климент Охридски“. Факултет по журналистика и масова комуникация. Том 24, София, 2017: Университетско издателство „Св. Климент Охридски“, ISSN 1311 – 4883, с. 7 – 23.
- Отзивчивият дизайн и медиите онлайн. Композиции, модели и подходи при визуалното представяне на новинарските сайтове за различни устройства. В: Проблеми на постмодерността, Том VII, Брой 1, 2017, с. 1-21Postmodernism problems, Volume 7, Number 1, 2017, pp. 1 – 21. ISSN 1314 – 3700.
- Медии и визуален разказ: трансформации в редакционния дизайн на дигиталния век. В: Медии и комуникация. Юбилеен сборник 40 години Факултет по журналистика и масова комуникация. София: Университетско издателство „Св. Климент Охридски“, 2016, ISBN 978-954-07-4122–2с. 92 – 110.